# Diaterna
Il Diaterna è un torrente dell'Appennino tosco-romagnolo (amministrativanente in provincia di Firenze, geograficamente in Romagna) che nasce dal Colle di Canda, nei pressi del Passo della Raticosa e si getta nel Santerno nei pressi di Camaggiore.

## Etimologia
Il nome deriva dall'espressione latina Dea Terna, cioè "Dea dalle tre braccia". Il torrente infatti è formato da tre rami:
1. Diaterna di Castelvecchio, che nasce nei pressi del Sasso di San Zanobi, dopo 4 km si getta nel ramo principale a Bordignano;
2. Diaterna Valica: dal Passo della Raticosa nasce il borro[1] Diaterna; attraversa l'abitato di Pietramala e si unisce al fosso della Badia (che nasce dal monte Freddi) al Molino della Badia; insieme formano il Diaterna Valica. Esso scorre per 7 km e confluisce nel ramo principale a Cerreta.[2]
3. Diaterna di Caburaccia (il ramo principale), che nasce dal Colle di Canda (907 m). Dopo 4,5 km riceve il ramo di Castelvecchio a Bordignano; dopo 6,5 km riceve il Diaterna Valica a Cerreta, poi scende per altri 2 km fino al Santerno (località Camaggiore).[2]

## Corso del torrente
Il Diaterna percorre una valle molto pregevole sotto il profilo naturalistico (valle del Diaterna), giacché poco antropizzata e perciò praticamente intatta. Il suo letto scorre interamente nel comune di Firenzuola. Dopo un percorso di circa 13 km confluisce, presso Camaggiore, nel fiume Santerno, del quale costituisce il più importante tributario in assoluto, recandogli almeno un quarto della portata complessiva. Infatti, nonostante la limitata lunghezza del suo percorso, il Diaterna ha una notevole portata d'acqua dovuta al fatto che riceve numerosi rivoli (che contribuiscono pure ad incrementarne il bacino idrografico) che captano altrettante sorgenti d'acqua dell'Appennino tosco-romagnolo. Per questo motivo il suo percorso è anche facilmente a rischio inondazioni, acuite peraltro dall'abbondante piovosità delle zone che attraversa.
Nel versante opposto nascono il torrente Idice, uno dei più importanti corsi d'acqua del bolognese, nonché il torrente Sillaro, entrambi affluenti del fiume Reno.